# 야망의 함정
《야망의 함정》(영어: The Firm)은 1993년 공개된 영화로, 시드니 폴락 감독 작품이다.

## 출연

### 주연
- 톰 크루즈
- 진 핵크만

### 조연
- 진 트리플혼
- 에드 해리스
- 홀리 헌터
- 윌포드 브림리
- 할 홀브룩
- 데이빗 스트라탄

## 기타
- 원작자: 존 그리샴
- 미술: 리처드 맥도널드
- 의상: 루스 마이어스